# The Girl and the Bandit
Pour plus de détails, voir Fiche technique et Distribution.
The Girl and the Bandit est un film muet américain, produit par la Kalem, réalisé par Sidney Olcott, sorti en 1910. L'histoire se déroule durant la guerre de Sécession.

## Fiche technique
- Titre original : The Girl and the Bandit
- Réalisateur : Sidney Olcott
- Photographie :
- Société de production : Kalem Company
- Pays de production : États-Unis
- Lieu de tournage : Jacksonville (Floride)
- Longueur : 900 pieds
- Date de sortie :
  - États-Unis : 23 mars 1910 (New York).